# لارا کیا
لارا کیا (به انگلیسی: Larrakeyah) یک حومه شهر در استرالیا است که در قلمرو شمالی (استرالیا) واقع شده‌است.